# Patrick Wunderbaldinger
Patrick Wunderbaldinger (* 5. März 1983) ist ein österreichischer Fußballspieler auf der Position eines Mittelfeldspielers. Momentan steht er beim SV Horn in der 2. Liga, der zweithöchsten österreichischen Spielklasse, unter Vertrag.

## Karriere

### Jugend
Wunderbaldinger begann seine aktive Karriere als Fußballspieler Anfang September 1990 im Nachwuchs des ASV Statzendorf in der kleinen niederösterreichischen Gemeinde Statzendorf in der Nähe von St. Pölten. Dort durchlief er bis 1997 mehrere Jugendspielklassen, ehe er als Kooperationsspieler in die Nachwuchsabteilung des damaligen Vfb Admira Wacker Mödling wechselte. Bei seinem Stammverein in Statzendorf war Wunderbaldinger bis zum Juni 2002 gemeldet, ehe er von der Admira als fixer Bestandteil deren Bundesliga-, sowie Landesligateam aufgenommen wurde. Zuvor besuchte der junge Mittelfeldakteur die vereinseigene Akademie der Niederösterreicher.

### Vereinskarriere
Seine Vereinskarriere begann für Wunderbaldinger im Jahre 2000, als er erstmals in die Amateurmannschaft des Vfb Admira Wacker Mödling geholt wurde. Dort war er bis zum Jahre 2005 im Einsatz und stieg mit dem Team unter anderem nach der Saison 2002/03 von der viertklassigen niederösterreichischen Landesliga in eine der drei drittklassigen Spielklassen, die Regionalliga Ost, auf. Nachdem er sich bereits beim Amateurteam etabliert hatte, gab Wunderbaldinger in der letzten Runde der Spielzeit 2000/01 sein Profidebüt in der österreichischen Bundesliga, als er am 24. Mai 2001 beim 0:0-Heimremis gegen die SV Ried die volle Spieldauer auf dem Platz stand. In der Folgesaison 2001/02 absolvierte er weitere zwölf Ligaspiele, von denen er zehn verlor; die beiden anderen endeten in Unentschieden. Während dieser zwölf Einsätze erzielte Wunderbaldinger auch den bisher einzigen Profiligatreffer in seiner Karriere, als er bei der 2:3-Auswärtsniederlage gegen den SK Rapid Wien am 1. Mai 2002 das Tor zum 1:1-Ausgleichstreffer schoss.
2002/03 kam er zu weiteren sechs Meisterschaftseinsätzen für die Admira, ehe er für die Spielzeit 2003/04 zum LASK Linz in die zweitklassige Erste Liga verliehen wurde. Bei den Athletikern aus der oberösterreichischen Landeshauptstadt Linz war er in 27 Ligapartien im Einsatz, bevor er am Ende der Saison wieder zu seinem eigentlichen Verein zurückkehrte. Während der Saison 2004/05 stand Wunderbaldinger zwar noch im Kader der Profimannschaft, absolvierte er aber nur noch Spiele für das Amateurteam in der RL Ost. In seiner letzten Saison bei der Zweitmannschaft des Vereines kam der Mittelfeldspieler in 20 Ligaspielen zum Einsatz und erzielte dabei drei Treffer.
Zur Sommerpause vor der Saison 2005/06 verließ Wunderbaldinger nach acht Jahren Vereinsangehörigkeit den Klub, um in die Marktgemeinde Schwadorf zum dort ansässigen ASK Schwadorf zu wechseln. Zu diesem Zeitpunkt hatte die erste Kampfmannschaft des Vereines ihren Spielbetrieb in der viertklassigen niederösterreichischen Landesliga, der höchsten Spielklasse des Bundeslandes. Nach einer erfolgreichen Saison wurde der Mittelfeldspieler mit seiner Mannschaft Meister und feierte den Aufstieg in die drittklassige Regionalliga Ost. Während der Spielzeit 2006/07 folgten 19 Ligaeinsätze sowie drei Treffer. Am Ende der Saison feierte mit der Mannschaft mit sieben Punkten Vorsprung auf die PSV Team für Wien den Meistertitel der RL Ost. In insgesamt nur sechs Jahren, schaffte es der Verein aus dem eher kleinen Schwadorf, mit der Kampfmannschaft fünf Meistertitel hintereinander einzufahren. Zur gleichen Zeit, als Wunderbaldinger sein Bundesligadebüt gab, spielte die erste Kampfmannschaft aus Schwadorf noch in der zweitniedrigsten Spielklasse Niederösterreichs.
Mit dem Ziel auch noch Meister der zweitklassigen österreichischen Ersten Liga zu werden schickte der Hauptsponsor des Vereines Richard Trenkwalder den Verein ins Rennen. Doch aus dem Traum des Industriellen wurde nichts, als die Mannschaft etwas abgeschlagen in der Endtabelle den elften Platz erreichte. Bereits in der Sommerpause davor verließ Wunderbaldinger den Verein in Richtung Wien. Dort unterschrieb er im Juli 2007 einen Vertrag beim First Vienna FC 1894. Nach einem Tor aus 24 Ligapartien verließ er den Verein wieder, um im 17. Wiener Gemeindebezirk Hernals zum Wiener Sportklub wechselte, der seinen Spielbetrieb, wie auch schon in der Vorsaison die Vienna, in der Regionalliga Ost hat.
Nach einem passablen Saisonverlauf, bei dem Wunderbaldinger in allen 30 Ligapartien im Einsatz war und dabei vier Tore erzielte, erreichte der Wiener SK mit 54 Punkten und damit neun Punkten weniger wie der Meister First Vienna FC 1894, den vierten Tabellenrang. Nach drei Saisonen in Dornbach wechselte Wunderbaldinger im Juni 2011 vom Wiener Sportklub zum Liga-Konkurrenten SV Horn.

### International
Wunderbaldinger kam unter anderem bereits für die österreichische U-21-Nationalelf zum Einsatz und absolvierte dabei ein Spiel in der Qualifikation zur U-21-EM 2004 in Deutschland. Am Ende der Qualifikationsrunden erreichte Österreich hinter der tschechischen, sowie der belarussischen U-21-Nationalmannschaft den dritten Platz und qualifizierte sich somit nicht für die Europameisterschaft in Deutschland. Insgesamt kam er in drei U-21-Länderspielen zum Einsatz, blieb dabei jedoch ohne Torerfolg.

## Erfolge
- 2× Meister der niederösterreichischen Landesliga: 2002/03 (Admira Amateure), 2005/06 (Schwadorf)
- 2× Meister der Regionalliga Ost: 2006/07 (Schwadorf), 2011/12 (SV Horn)

## Privates
Wunderbaldinger lebt von seiner Ex-Frau getrennt und ist Vater dreier Töchter.
Sein Bruder Matthias (* 1974) war ebenfalls Fußballspieler, brachte es jedoch nicht über den Amateurfußball hinaus. Dessen Sohn, Mario Zinner (* 1995), ist ebenfalls Amateurfußballspieler.